# Pozsony–Párkány-vasútvonal
A Pozsony–Párkány-vasútvonal egy kétvágányú, villamosított vasútvonal Szlovákiában, amely Pozsonyt és Párkányt (távlatban Budapestet) köti össze. A vasútvonal száma 130-as fővonal. A vasútvonal a IV. Drezdát Isztambullal összekapcsoló páneurópai közlekedési folyosó része.

## Története
A Pozsony–Párkány-vasútvonal a ŽSR vasúthálózatának kulcsfontosságú eleme. A Bécset és Budapestet összekötő vonal az Osztrák–Magyar Monarchia, és egyben Közép-Európa egyik legrégebbi és legfontosabb vasútvonala, 1850. december 16.-án adták át. Az osztrák oldalon a Marchegg–Pozsony vasútvonal 1848. augusztus 10. óta, a magyar oldalon a Budapest-Vác szakasz 1846 óta üzemel. Ezt a két vasútvonalat kötötte össze a Dél-Szlovákiában épített vasútvonal, ezzel összekapcsolva a Monarchia két legfontosabb városát. A második vágányt 1904-ben építették, a vonal villamosítása 1969-ben történt. Magyarbél és Pozsony közti szakaszát leszámítva 1938-1945 között a vonal ismét Magyarország területéhez tartozott.

## Használata
A vasútvonal Pozsonyban csatlakozik a Bécs, Varsó, Prága és Brünn felől érkező vasútvonalhoz, az innen érkező nemzetközi forgalom a vonalon halad tovább Budapest és Belgrád irányába (pl. Hungária EuroCity). A belföldi gyorsvonatok a tótmegyeri szakaszhatárig használják a pályát, onnantól a Érsekújvár–Zólyom-vasútvonalon (150-es fővonal) haladnak tovább Besztercebánya és Kassa felé. A regionális expreszvonatok végállomása Érsekújvár.

## Modernizáció
A vonal döntő részének maximális sebessége 120 km/óra, a vasútállomások területén általában 100 km/óra, kivéve Perbete, Kürt és Muzsla állomásokat ahol szintén 120 km/óra a maximális sebesség. Az 1990-es években a Szenc–Diószeg szakaszon engedélyezték a 140 km/óra sebességet. 2022-2023-ban a Tótmegyer–Érsekújvár és a Tornóc–Tardosekedd szakaszokat újitották fel. Az engedélyzett sebesség 140 km/óra, de a pályaszerkezet és a felsővezeték alkalmas a 160 km/óra sebességre.

## Járművek
- Párkány–Érsekújvár – Ezen a szakaszon az ZSSK 671 villamos motorvonata közlekedik, de ritkán előfordulnak a ČSD S 499.0 által húzott graffitis vagonok is.
- Érsekújvár–Pozsony főpályaudvar – Itt a személy forgalmat a ZSSK 671 villamos motorvonatai bonyolítják le.
- Szenc–Pozsonyligetfalu vasútállomás – Ezen a vonalon fele-fele arányban fordulnak elő a ZSSK 671 villamos motorvonatai és a ČSD S 499.0 vagy a ČSD S 499.2 sorozat által húzott graffitis kocsik is.

## Szakaszok
A ŽSR menetrendje alapján, a vasútvonal az alábbi szakaszokból áll:
- Szob–Párkány vasúti szakasz (130/6)
- Pozsony–Párkány vasúti szakasz (fővonal)
- Tótmegyer–Nagysurány vasúti szakasz (130/5)
- Könyvesmocsár–Pozsony belváros (130/3) - Pozsony-Újváros (1962) (130/1)

## Fordítás
- Ez a szócikk részben vagy egészben  a(z)   Železničná trať Bratislava – Štúrovo című szlovák Wikipédia-szócikk fordításán alapul.  Az eredeti cikk szerkesztőit annak laptörténete sorolja fel. Ez a jelzés csupán a megfogalmazás eredetét és a szerzői jogokat jelzi, nem szolgál a cikkben szereplő információk forrásmegjelöléseként.